# 모순
모순(矛盾)은 명제끼리 서로 맞지 않아 논리적인 이치에 어긋남을 의미하는 말이다. 고전 논리에서는, 어느 한쪽은 참을 결론으로 내어놓고 다른 쪽은 거짓을 결론으로 내어놓는 식으로 진리값이 맞지 않는 경우, 곧 동시에 성립할 수 없는 여러 명제가 동시에 제시된 경우를 가리킨다.

## 어원
다음은 한자 문화권에서 ‘모순’(矛盾)이라는 말이 유래된 중국의 고사이다.
초나라에서 무기를 파는 상인이 있었다. 그 상인은 자신의 창을 들어 보이며 그 어떤 방패도 뚫을 수 있는 창이라고 선전했고, 또 자신의 방패를 들어 보이며 그 어떤 창도 막아낼 수 있는 방패라고 선전했다. 그러자 그 모습을 본 명나라왕 신하중 한 명이 상인에게 “당신이 그 어떤 방패도 다 뚫을 수 있다고 선전하는 창으로 그 어떤 창도 막아낼 수 있다고 선전하는 방패를 찌르면 어떻게 됩니까?”하고 질문을 던지자 상인은 아무 대답도 하지 못했다. 《한비자 난(難)1》
그런데 엄밀히 말해서 이 고사의 창과 방패 이야기는 아리스토텔레스 논리학 대당 사각형에서 말하는 모순이 아니다. 왜냐하면 "이 창은 모든 방패를 뚫을 수 있다."는 문장과 "이 방패는 모든 창을 막을 수 있다."는 명제는 동시에 거짓일 수 있기 때문이다. 대당 사각형에서 모순은 동시에 참일 수도 없고 동시에 거짓일 수도 없다.

## 논리학
본래 고전 논리에서는 진리값이 맞지 않는, 곧 동시에 성립할 수 없는 여러 명제가 동시에 제시된 경우를 일컫는 말이다.
수리 논리학에서는 술어 p가 모순(contradiction)이라는 것을 {\displaystyle p\vdash \bot }인 경우, 즉 p로부터 거짓을 도출할 수 있는 상황으로 정의한다. 귀류법은 어떠한 주장이 모순이기 때문에 그 주장의 부정이 참임을 논증하는 증명법이다. 한편 의미론에서는 어떠한 명제가 '충족불가능'한 경우로 정의한다.
이러한 모순이 도출되지 않는 이론을 무모순적(일관적)이라 하며, 이는 수학기초론의 중요한 개념이다.

## 같이 보기
- 역설
- 귀류법
- 비모순율
- 무모순성